# カエデ科
カエデ科 (Aceraceae) はかつて認識されていた双子葉植物の科で、主に温帯に分布する落葉木本、150種ほどからなる。大多数の種がカエデ属 (Acer) に属し、その他に、2種が属する中国原産のキンセンセキ属 (Dipteronia) がある。現行のAPG植物分類体系ではムクロジ科カエデ連（Acereae）に含められている。
果実は2つに分かれ、それぞれ種子を1個含む。カエデ属は果実に大きい翼がついているのが特徴で、キンセンセキ属の果実も周囲に小さい翼をもつ。葉は対生し、単葉（掌状のものが多い）または羽状複葉。
カエデ属は温帯から熱帯にまで分布しているが、キンセンセキ属は暑さに弱く、原産地の中国では海抜1000～2000メートルの山中にしか生息していない。